# Maffei 1
Maffei 1 è una galassia ellittica nella costellazione di Cassiopea. Fa parte del gruppo di galassie di Maffei 1 ed è la galassia ellittica gigante più vicina alla Via Lattea (circa 10 milioni di anni luce).
È stata scoperta, congiuntamente a Maffei 2, nel 1968 da Paolo Maffei, da cui prende il nome, tramite la sua emissione nell'infrarosso, in quanto si trova nella zona d'ombra galattica ed è in gran parte oscurata da stelle e polveri della Via Lattea.
Inizialmente classificato come oggetto a emissione infrarossa, la sua natura galattica è stata riconosciuta nel 1971 valutandola come un potenziale membro del Gruppo Locale. Dopo circa un ventennio di studi ne è stata esclusa l'appartenenza arrivando a definire il nuovo gruppo che da essa prende nome.
Maffei 1 ha due galassie satelliti, MB 1 e MB 2, individuate nel 1995.
In considerazione della magnitudine assoluta si può prevedere che, tra qualche milione di anni, quando per effetto del moto di rivoluzione del sistema solare attorno alla Via Lattea il piano della galassia non si frapporrà più sulla linea di visuale di Maffei 1, questa sarà uno degli oggetti più visibili del cielo notturno.

## Note

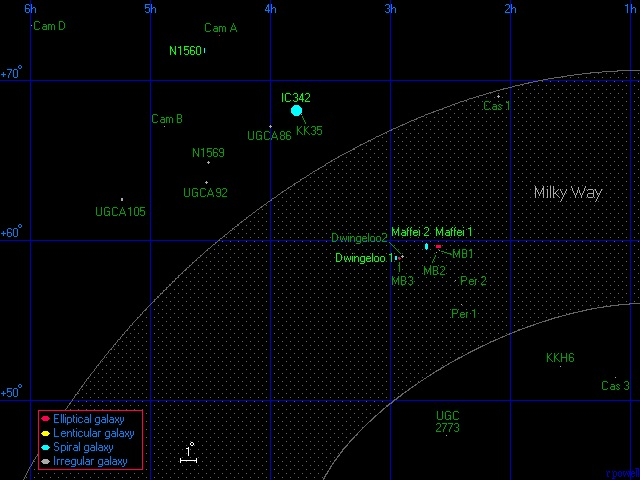
Diagramma del Gruppo IC 342/Maffei

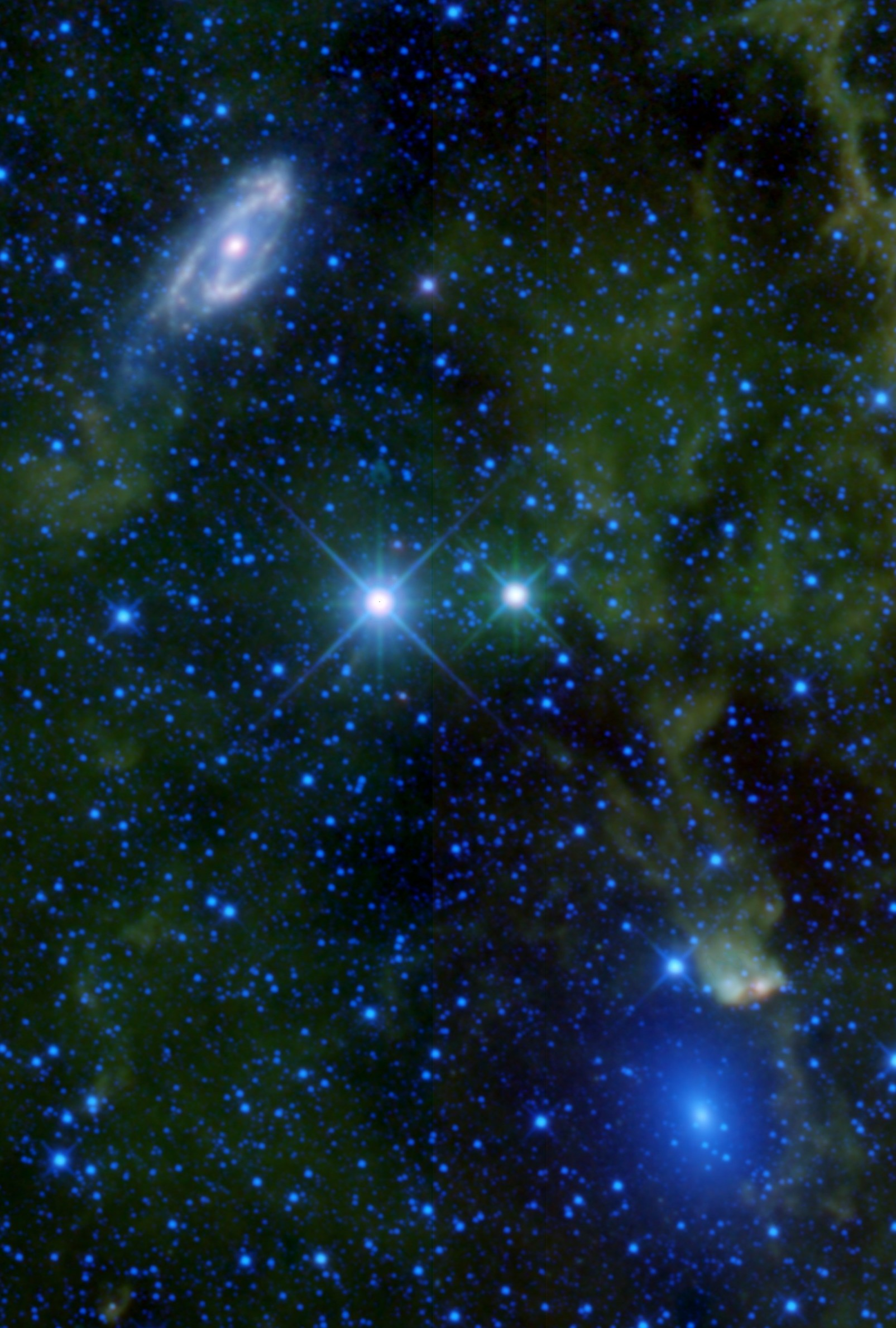
Maffei 1 (in basso a destra) e Maffei 2, in alto sulla sinistra.